# علی‌اصغر پاشاپور
علی‌اصفر پاشاپور علم‌داری (زادهٔ ۲۴ اکتبر ۱۹۵۱) یک شمشیرباز اهل ایران است. او در بازی‌های المپیک تابستانی ۱۹۷۲ و بازی‌های المپیک تابستانی ۱۹۷۶ شرکت داشت.